# Alifa Rifaat
Fatimah Rifaat (arabiska: أليفة رفعت), var en egyptisk författare som främst var känd som Alifa Rifaat vilket var den namn hon skrev under. Hon föddes 5 juni 1930 i Kairo och dog i samma stad i januari 1996. Hon var främst känd för sina kontroversiella noveller rörande kvinnors sexualitet och förhållanden samt behandlingen av kvinnor på den egyptiska landsbygden. Hon föddes i Kairo men tillbringade sin uppväxt på den landsbygden varifrån hon hämtat teman för sina böcker. 
Rifaat gifte sig med sin kusin och under de första åren av sitt äktenskap tillät hennes make att hon skrev och publicerade sina verk, men under pseudonymen Alifa Rifaat, för att inte utsätta sin familj för några pinsamheter på grund av temat i hennes böcker. Skrivandet var dock kontroversiellt i familjen och hon upphörde att skriva efter påtryckningar från sin make. I samband med att hennes make blev allvarligt sjuk 1973 återupptog hon dock skrivandet efter 14 års utan att publicera något.
Hon skrev uteslutande på arabiska under hela sin litterära karriär och hennes böcker översattes till flera språk.

## Litterära verk
1. Rifaat, Alifa (1983) (på engelska). Distant View of a Minaret and other stories. ISBN 0-435-90271-7
2. Bahhiya’s Eyes
3. My World of the Unknown
4. Eve Returns to Adam (Arabiska, 1975)
5. Who Can Man Be?" (Arabiska, 1981)
6. The Prayer of Love (Arabiska, 1983)
7. "On a Long Winter’s Night (Arabiska, 1980)
8. The Pharaoh’s Jewel (Arabiska, 1991)
9. A House in the Land of the Dead (Arabiska, ofullbordad)